# Izraelská strana práce
Strana práce (hebrejsky  מפלגת העבודה הישראלית‎, Mifleget ha-avoda ha-jisra'elit, v Izraeli známá jen jako Avoda, hebrejsky עבודה‎) je středolevá politická strana v Izraeli. Ideově se jedná o sionistickou sociálně demokratickou stranu, která je členem Socialistické internacionály a pozorovatelem ve Straně evropských socialistů. V letech 1999 až 2008 tvořila strana alianci s malou levicovou nábožensky sionistickou stranou Mejmad.
V obou parlamentních volbách v roce 2019 získala 6 poslaneckých mandátů.

## Historie

### Dominantní politická strana
Základy současné Strany práce byly položeny krátce před parlamentními volbami v roce 1965, když Mapaj, tehdy největší levicová strana v zemi, vytvořila alianci se stranou Achdut ha-avoda. Toto spojení bylo pokusem Mapaje podpořit postavení hegemona ve volebních ziscích poté, co ze strany vystoupilo osm poslanců (zhruba pětina tehdejších poslanců strany) vedených někdejším ministerským předsedou Davidem Ben Gurionem. Vystoupivší poslanci ze strany odešli a založili novou stranu Rafi na protest vůči Lavonově aféře.
Tato aliance, nazývaná Ma'arach, získala ve volbách 45 poslaneckých mandátů a byla schopna vytvořit koaliční vládu společně s Národní náboženskou stranou, Mapam, Nezávislými liberály, Po'alej Agudat Jisra'el a stranami Pokrok a rozvoj a Šituf ve-achva. Před vypuknutím šestidenní války v roce 1967 se součástí koalice, nyní již vlády národní jednoty, staly i strany Rafi a Gachal.
Dne 23. ledna 1968 se Mapaj, Achdut ha-avoda a Rafi (s výjimkou Davida Ben Guriona) sloučily v jednu stranu – Stranu práce. 28. ledna 1969 pak strana vytvořila alianci s levicovou Mapam a tato aliance se opět jmenovala Ma'arach. Jakožto největší frakce Ma'arachu jí Strana práce dominovala. Mapam však alianci opustila během funkčního období osmého Knesetu, avšak po krátké době se do ní opět vrátila.

### Opozice a návrat

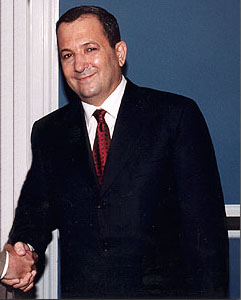
Tehdejší ministerský předseda Ehud Barak

Volby v roce 1977 byly v izraelských dějinách průlomové. Historicky poprvé v nich nevyhrála levice, vyhrál pravicový Likud a labouristi se vůbec poprvé ocitli v opozici. Z opozice se nedostali ani v následujících volbách v roce 1981, avšak ve volbách v roce 1984 již úspěch zaznamenali. Počtem hlasů se staly největší stranou Knesetu, nezískali však dostatek hlasů na to, aby vytvořili levicovou vládu. Na základě rozložení voličských hlasů tak vznikla unikátní vláda národní jednoty s rotačním postem ministerského předsedy. Dohoda mezi Ma'arachem a Likudem spočívala v tom, že první dva roky bude funkci ministerského předsedy zastávat Šimon Peres, zatímco Jicchak Šamir bude ministrem zahraničních věcí. Po dvou letech si vzájemně vyměnili funkce.
Během funkčního období jedenáctého Knesetu ze strany vystoupila Mapam, na protest vůči Peresovu rozhodnutí vytvořit vládu národní jednoty s pravicovým Likudem. Ačkoliv se Nezávislí liberálové během 80. let sloučili s Ma'arachem, neměli během funkčního období tohoto Knesetu žádné parlamentní zastoupení.

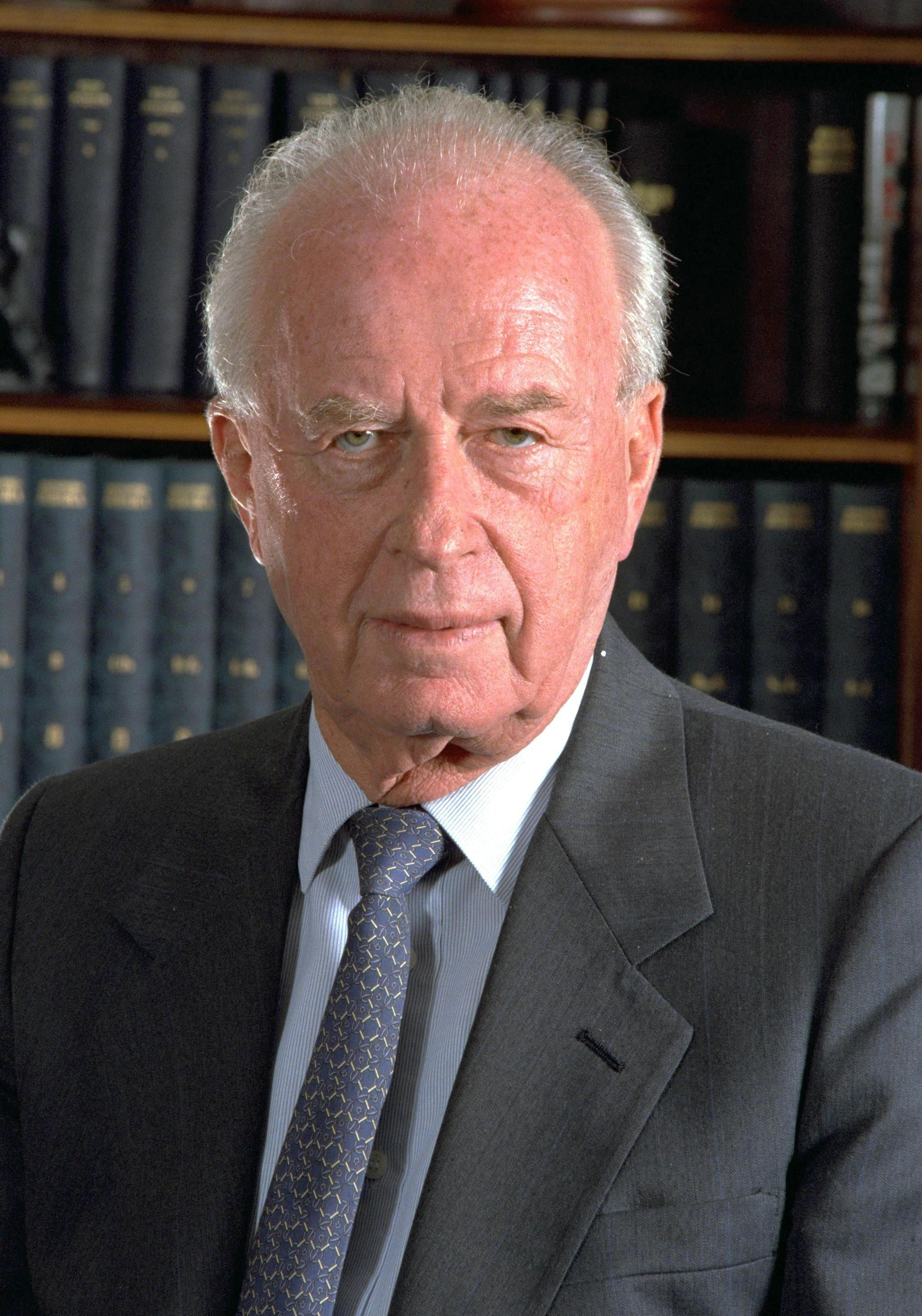
Jicchak Rabin se v čele strany na počátku 90. let významně zasadil o rozvoj izraelsko-palestinského mírového procesu

Dne 7. října 1991 přestal Ma'arach formálně existovat a všechny strany, jež sdružoval se sloučily do Strany práce. Ve stejnou dobu se vláda Likudu potýkala s mnoha problémy, ať již šlo o ekonomickou krizi, velký příliv imigrantů ze zemí bývalého Sovětského svazu, vážné tlaky s americkou vládou George H. W. Bushe, či o vnitrostranické záležitosti. Ve volbách v roce 1992 se tak proti sobě utkali Jicchak Šamir za Likud a Jicchak Rabin za Stranu práce. Rabin volby s velkým náskokem vyhrál a vytvořil koaliční vládu se stranami Merec a Šas.
Po volbách se Strana práce zásadně podílela na zahájení mírových jednání s palestinskými Araby, které vedly k uzavření kontroverzní Mírové dohody z Osla, založené na principu „území za mír“. Tyto takzvané Oselské dohody vedly k hlasování o důvěře vládě, které vláda ustála poměrem 61 ku 50, při 8 absencích. Několik vládních poslanců odmítlo vládu podpořit, na druhou stranu vláda získala hlasy arabských stran zastoupených v Knesetu. Mírová smlouva byla nakonec Knesetem schválena těsnou většinou jednoho hlasu.
Rabinovo odhodlání dokončit mírový proces vedlo nakonec v roce 1995 k jeho smrti. V listopadu toho roku na něj totiž na velké mírové demonstraci spáchal atentát ortodoxní Izraelec Jigal Amir. Po Rabinovi stanul v čele vlády Peres, který navzdory radám na vypsání předčasných voleb pokračoval v mírových jednáních s palestinskými Araby a Sýrií. Izraelsko-syrská jednání však nikam nevedla a zároveň docházelo k čím dál většímu nárůstu násilí. Peres tedy svolal na roku 1996 předčasné volby, které však nakonec díky protiteroristické operaci Hrozny hněvu, při které nešťastnou náhodou zahynulo množství civilistů, prohrál ve prospěch Benjamina Netanjahua ze strany Likud.
I za Netanjahua došlo k podepsání několika mírových dohod a právě ústupky při jejich sjednávání se mu staly osudné. V Likudu se proti němu vytvořila opozice a dohody nakonec musel schválit za pomoci Strany práce. Kvůli nedostatečné podpoře a dalším skandálům byl nucen na rok 1999 vypsat předčasné volby. Ve Straně práce se zatím konaly primárky, ve kterých Perese nahradil Ehud Barak, který se stal kandidátem pro parlamentní a premiérské volby. Před volbami Strana práce vytvořila alianci se stranami Mejmad a Gešer s názvem Jeden Izrael. Barakovi se nakonec podařilo vyhrát jak parlamentní, tak přímou premiérskou volbu. Jeho aliance však získala v Knesetu pouhých 26 mandátů.
Brak následně vytvořil koaliční vládu čítající 75 poslanců se stranami Šas, Merec, Jisra'el be-alija, Národní náboženská strana (NNS) a Sjednocený judaismus Tóry (SJT). Koalice s náboženskými stranami (NNS, Šas a JJT) však působil rozpory se sekularistickou stranou Merec, která nakonec vládu opustila kvůli neshodě nad působením strany Šas ve funkci náměstka ministra školství. Zbylé strany opustily vládní koalici po summitu v Camp Davidu v roce 2000.

### Pokles popularity
Po rozpadu vlády, nepokojích z října 2000 a vypuknutí druhé intifády Barak rezignoval a vypsal předčasné premiérské volby na rok 2001. V těch však prohrál ve prospěch kandidáta Likudu Ariela Šarona. Strana práce však i po volbách zůstala u moci, neboť se stala součástí Šaronovy vlády národní jednoty, která zahrnovala kromě Strany práce a Likudu také strany Šas, Jisra'el be-alija a Jednotný judaismus Tóry. Představitelé strany navíc zastávali dvě nejvýznamnější funkce v izraelské vládě; Šimon Peres se stal ministrem zahraničních věcí a Benjamin Ben Eliezer ministrem obrany. Strana rovněž podporovala protiteroristickou operaci Obranný štít, která byla podniknuta v dubnu 2002 proti palestinským teroristům na Západním břehu. Po těžké kritice, která označovala Perese a Ben Eliezera za Šaronovy loutky, a která se ohrazovala proti tomu, že strana nepodporuje mírový proces, Strana práce v roce 2003 opustila vládu.

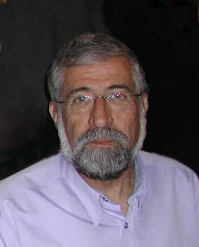
Amram Micna

Následkem toho byl Šaron téhož roku nucen vypsat předčasné parlamentní volby (nyní již bez přímé volby premiéra). Před volbami se ve Straně práce konaly primárky, v nichž se stal novým předsedou Amram Micna, který vedl stranu do voleb s programem jednostranného stažení z Pásma Gazy. Ve volbách však strana výrazně propadla a získala pouhých devatenáct mandátů (v té době historické minimum), zatímco Šaronův Likud získal 38 mandátů (poté, co se Jisra'el be-alija sloučila s Likudem celkem 40 mandátů). Následně, kvůli vnitřní opozici, Micna rezignoval na vedení strany, ve kterém byl nahrazen Peresem. Přestože se Strana práce nejprve nestala vládní stranou Šaronovy pravicové koaliční vlády, byla nakonec Šaronem samotným přizvána kvůli prosazení Šaronova plánu na jednostranné stažení z Gazy. Stalo se tak v důsledku odchodu Národní jednoty a Národní náboženské strany z vlády.

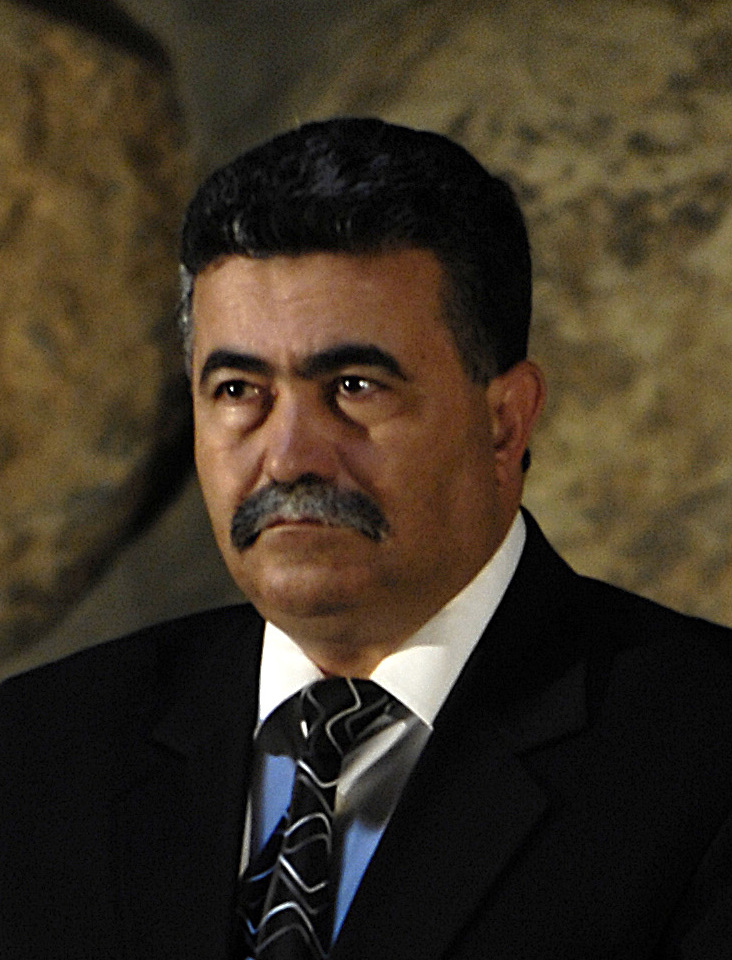
Amir Perec

Dne 8. listopadu 2005 se ve straně konaly vnitrostranické primárky, ve kterých Perese nahradil vůdce levicových odborů Histadrut Amir Perec. V průběhu let Strana práce opustila své socialistické dědictví ve prospěch hospodářské a podnikatelské elity. Na počátku 21. století byla stranou bohatých a přenechala zodpovědnost strážce (ochránce) znevýhodněných obyvatel pravicovým a náboženským stranám. Naproti tomu Perec oznámil svůj záměr návratu k tradičním labouristickým sociálním politikám a vystoupil se stranou z vlády. Tím donutil premiéra Šarona k rezignaci a vypsání předčasných voleb na březen 2006. Do té doby však ještě došlo k významnému přepsání izraelské politické mapy. Šaron totiž společně s řadou poslanců Likudu opustil svou stranu a společně s dalšími poslanci z různých stran (včetně poslanců Strany práce, včetně Šimona Perese) založil novou stranu Kadima. Ve volbách získala Strana práce 19 poslaneckých mandátů a po Kadimě se stala druhou největší stranou Knesetu. Strana se stala součástí koaliční vlády Ehuda Olmerta a její předseda Perec se stal ministrem obrany. Do volebního programu vlády Strana práce prosadila svůj hlavní požadavek pro vstup do koalice a svůj volební slib na zvýšení minimální mzdy.

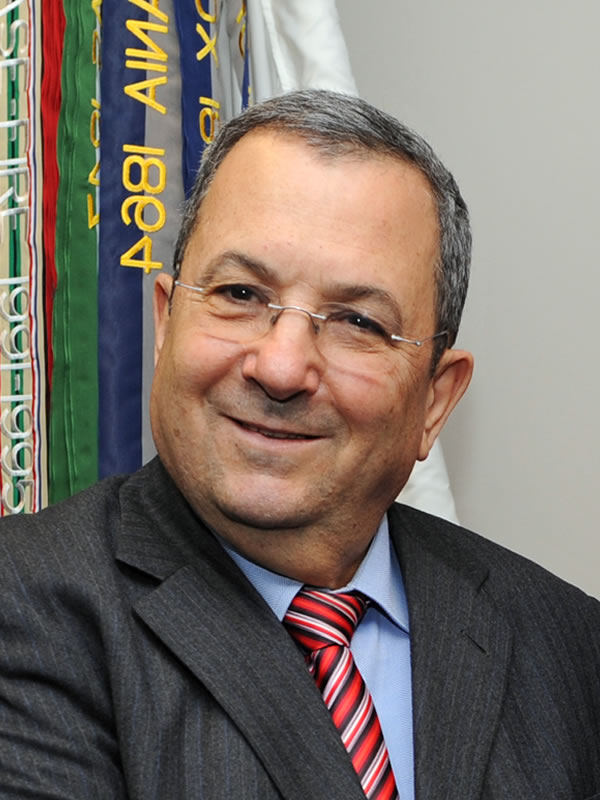
Do ledna 2011 předseda Strany práce Ehud Barak

Dne 28. května 2007 se konaly vnitrostranické primárky, v nichž se utkali Barak, Ami Ajalon a Perec. Současný předseda Perec prohrál již v prvním kole (ani Barakovi ani Ajalonovi se v prvním kole nepodařilo získat více než 40 % hlasů) a v druhém kole těsně vyhrál (poměrem 51,3:47,7) Barak, který se tak stal opětovně předsedou strany. Vzhledem k nespokojenosti Strany práce s fatálními neúspěchy v druhé libanonské válce Barak v předsednické kampani prohlašoval, že pokud Olmert neodstoupí, odejde Strana práce z koalice. Jelikož si však uvědomoval, že okamžité předčasné volby by znamenaly propad Strany práce a vítězství Likudu, odložil plnění svého slibu na neurčito.
Před předčasnými volbami v roce 2009 ukončila Strana práce svou dlouholetou alianci se stranou Mejmad. Ta ve volbách kandidovala společně se Zeleným hnutím, nepodařilo se jim však překročit 2% volební práh. Stranu opustila řada prominentních členů, včetně Ami Ajalona a Efrajima Sne. Ve volbách strana zaznamenala dosud nejhorší volební výsledek se ziskem pouhých 13 mandátů. Stala se tak až čtvrtou největší stranou, a to po Kadimě, Likudu a Jisra'el bejtejnu.
Analýzou propadu kdysi dominantní izraelské politické strany se zabýval profesor Efrajim Inbar z Begin-Sadatova centra strategických studií při Bar-Ilanově univerzitě. Strana podle něj přišla o své největší aktivum a klad ztrátou identifikace se založením a budováním státu, symbolizovaném zálibou ve vojenské službě a osidlováním země izraelské. Za nešťastný krok profesor Inbar rovněž považuje opuštění sionistického symbolu v podobě Jeruzaléma prostřednictvím ochoty předat část města „nepříteli“. Ve své analýze rovněž tak zmínil kosmopolitní a individualistické hodnoty pronikající do strany, které ji vzdalují od kolektivistického étosu, který byl v minulosti dominantním, a který je v Izraeli stále ještě rozšířený. Určité omezení spatřuje v podílu strany na mírovém procesu z Osla, jelikož se strana nemohla zdiskreditovat jeho případným fiaskem a musela jej prosazovat i za nepopulárních okolností. Proti Straně práce však stojí i demografický faktor, spočívající v růstu sefardské populace a počtu rusko-židovských imigrantů, kteří zpravidla volili jiné strany. Obraz strany také značně poškodilo flirtování s arabskými voliči, které ve výsledku znamenalo ztrátu voličů, než jejich získání.
Po volbách v únoru 2009 byla Strana práce rozdělena, zdali vstoupit do Netanjahuovy koaliční vlády či nikoliv. Předseda strany Ehud Barak, však nakonec účast ve vládě prosadil. V březnu 2010 však ministři za Stranu práce v čele s Jicchakem Herzogem varovali premiéra Netanjahua, že v případě, že vláda do konce září nepodnikne významný krok v mírovém ujednání s palestinskými Araby či Sýrií, Strana práce bude muset zvážit své setrvání ve vládě a případně koaliční vládu opustí. V roce 2011 nakonec v důsledku vnitrostranických sporů kvůli účasti Strany práce na koaliční vládě došlo k rozštěpení strany, když tehdejší předseda Ehud Barak společně s několika kolegy založil novou stranu Acma'ut, která setrvala ve vládě, zatímco Strana práce ji opustila. Pro stranických primárkách se novou předsedkyní stala Šeli Jachimovič. Pod jejím vedením strana získala v předčasných parlamentních volbách v lednu 2013 celkem 15 poslaneckých mandátů a stala se třetí nejsilnější parlamentní stranou.
Před předčasnými volbami do Knesetu roku 2015 dojednal 10. prosince 2014 nový předseda strany Jicchak Herzog společně s šéfkou centristické strany ha-Tnu'a Cipi Livniovou předvolební koalici, nazvanou Sionistický tábor. V průzkumech voličských preferencí se nová aliance začala již během prosince 2014 umisťovat na prvním či druhém místě, přičemž dosud průzkumům vévodila pravice a strana Likud.

## Politické principy

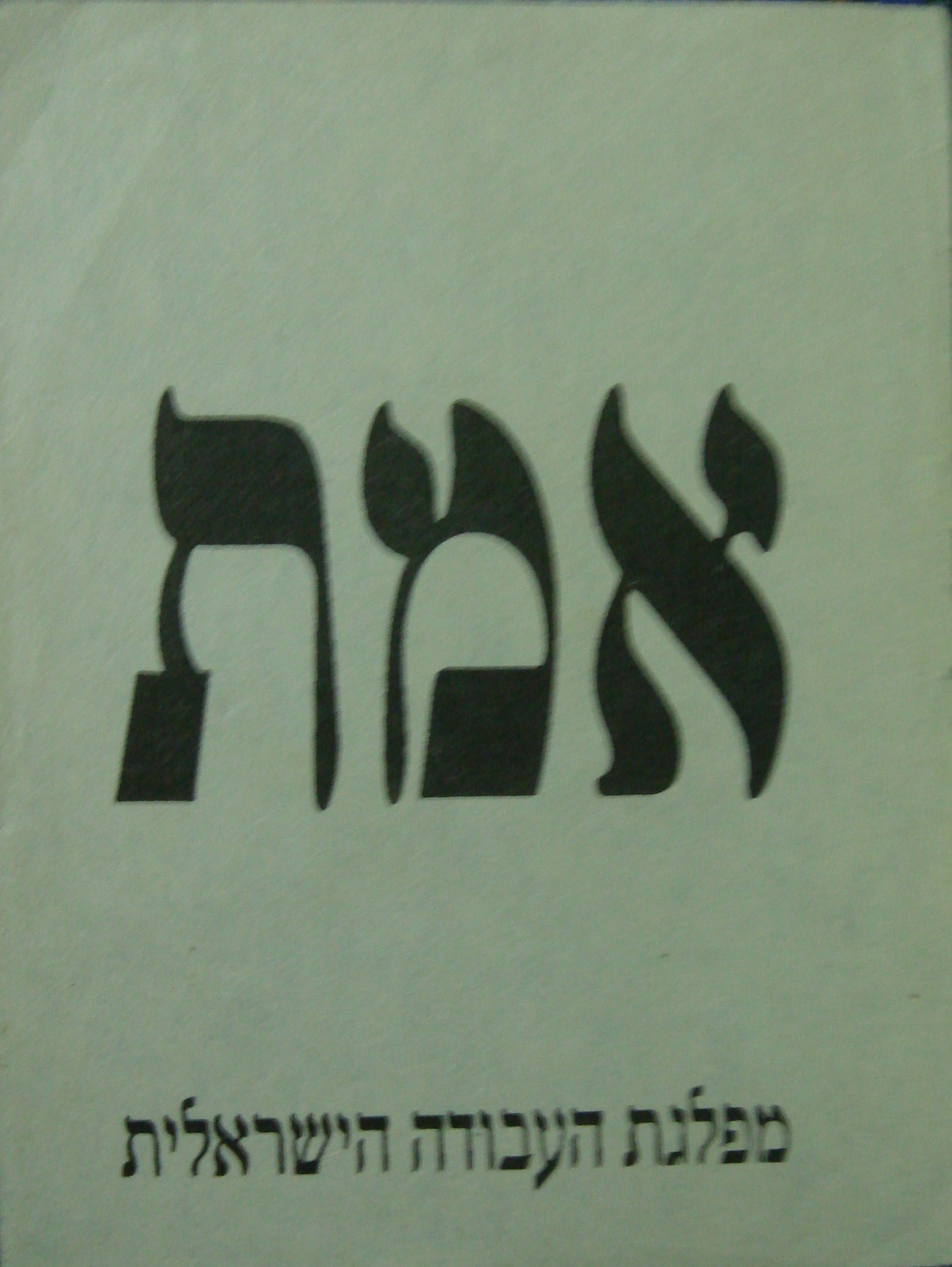
Volební lístek Strany práce z voleb v roce 2009

### Minulost
Mapaj vznikla ze socialistického hnutí Poalej Cijon a držela se ideologie dělnického sionismu vyhlášenou Nachmanem Syrkinem a Berem Borochovem. Za Ben Gurionova vedení (30. až 50. léta) se Mapaj zaměřovala hlavně na sionistickou agendu, což bylo dáno nejnaléhavější otázkou té doby – zřízením židovské národní domoviny.
Po založení státu se Mapaj podílela na jeho budování – vytvoření Izraelských obranných sil (a zároveň rušení všech ostatních ozbrojených skupin), vytváření mnoha osad, přijetí více než milionu židovských imigrantů – a na touze sjednotit všechny Izraelce v rámci nové sionistické židovské izraelské kultury (ideologie známá jako melting pot, hebrejsky: כור היתוך).
V minulosti měla Avoda mnohem více jestřábí charakter v otázkách bezpečnosti a obrany, než je tomu dnes. Během období, kdy byla strana u moci, Izrael bojoval v sinajské, šestidenní a jomkipurské válce.

### Současnost
V uplynulých letech (od roku 2005) se Avoda stala centristickou stranou. Není již považována za socialistickou či sociálně demokratickou stranu (ačkoliv je stále členem Socialistické internacionály), ale má centristickou platformu podobné sociálně liberální „třetí cestě“ britské Labour Party za vlády Tonyho Blaira. Hospodářská politika se v Izraeli zřídka kdy vášnivě diskutuje, dokonce i v rámci velkých politických stran a aktuální politika spíše závisí na podnětu státní správy než na politické ideologii. Z toho důvodu se období vlády Strany práce příliš neliší od ekonomických politik soupeřů Avody.
V listopadu 2005 se stal předsedou strany Amir Perec, který porazil Šimona Perese. Za Perecova vedení, a zejména pak během volební kampaně v roce 2006, strana zažila významný ideologický obrat, neboť postavila sociální a ekonomická témata do popředí svého volebního plánu a obhajovala umírněný sociálnědemokratický přístup (včetně zvýšení minimálních mezd a plateb za sociální pojištění), což bylo v ostrém kontrastu k neoliberální politice tehdejšího ministra financí Benjamina Netanjahua.
V roce 2006 řada členů Avody přestoupila do nově vytvořené centristické strany Kadima. Byli mezi nimi například i bývalý stranický vůdce Šimon Peres, Chajim Ramon či Dalia Icik. Mezinárodní média Stranu práce popisují jako středolevou, sociálnědemokratickou a holubičí.

## Předsedové strany
- Levi Eškol 1968–1969 (také předseda Ma'arachu)
- Golda Meirová 1969–1974 (také předsedkyně Ma'arachu)
- Jicchak Rabin 1974–1977 (také předseda Ma'arachu)
- Šimon Peres 1977–1992 (také předseda Ma'arachu)
- Jicchak Rabin 1992–1995
- Šimon Peres 1995–1997
- Ehud Barak 1997–2001
- Binjamin Ben Eli'ezer 2001–2002
- Amram Micna 2002–2003
- Šimon Peres 2003–2005
- Amir Perec 2005–2007
- Ehud Barak 2007–2011
- Micha'el Chariš 2011 (pouze úřadující)
- Šeli Jachimovič 2011–2013
- Jicchak Herzog 2013–2017
- Avraham Gabaj od 2017

## Jiní prominentní členové
Mezi prominentní členy strany patří či patřili:
Jigal Alonprozatímní premiér
Moše Dajanministr obrany
Abba Ebanministr zahraničních věcí
Chajim Herzogprezident Izraele
Efrajim Kacirprezident Izraele
Jicchak Navonprezident Izraele
Zalman Šazarprezident Izraele
Ezer Weizmanprezident Izraele

## Současní poslanci
Poslanci zvolení do 21. Knesetu ve volbách v roce 2019:
1. Avraham Gabaj
2. Tal Ruso
3. Jicchak Šmuli
4. Stav Šafir
5. Šeli Jachimovič
6. Amir Perec